# Bob Beamon
Robert Beamon dit Bob Beamon (29 août 1946 à Jamaica dans le Queens à New York) est un athlète américain, spécialiste du saut en longueur.
Il est connu pour son record du monde réalisé lors des Jeux olympiques d'été de 1968 de Mexico, resté en vigueur jusqu'en 1991. En effet, il sauta à 8,90 m, distance incroyable pour l'époque (les officiels durent ressortir leur décamètre, les viseurs optiques n'étant pas réglés pour prendre en compte cette distance). D'un seul saut, le record du monde progressait de 55 cm.
Le style singulier de Beamon lui valut le surnom d'« Araignée de l'espace ».

## Biographie

### Début de carrière
Beamon perce au plus haut niveau en 1967, réalisant 8,11 m en plein air et 8,20 m en salle. Lors des Jeux panaméricains de 1967, il remporte la médaille d'argent avec un saut à 8,07 m, s'inclinant de plus de 20 cm face à son compatriote Ralph Boston.
Il réalise ensuite une excellente saison 1968, battant le record du monde en salle avec 8,30 m et devenant champion des États-Unis en hissant son record personnel à 8,33 m. Il remporte de plus le concours de la longueur des sélections olympiques américaines avec un bond à 8,39 m, supérieur au record du monde (8,35 m), mais non homologué en raison d'un vent trop favorable.

### L'incroyable record du monde

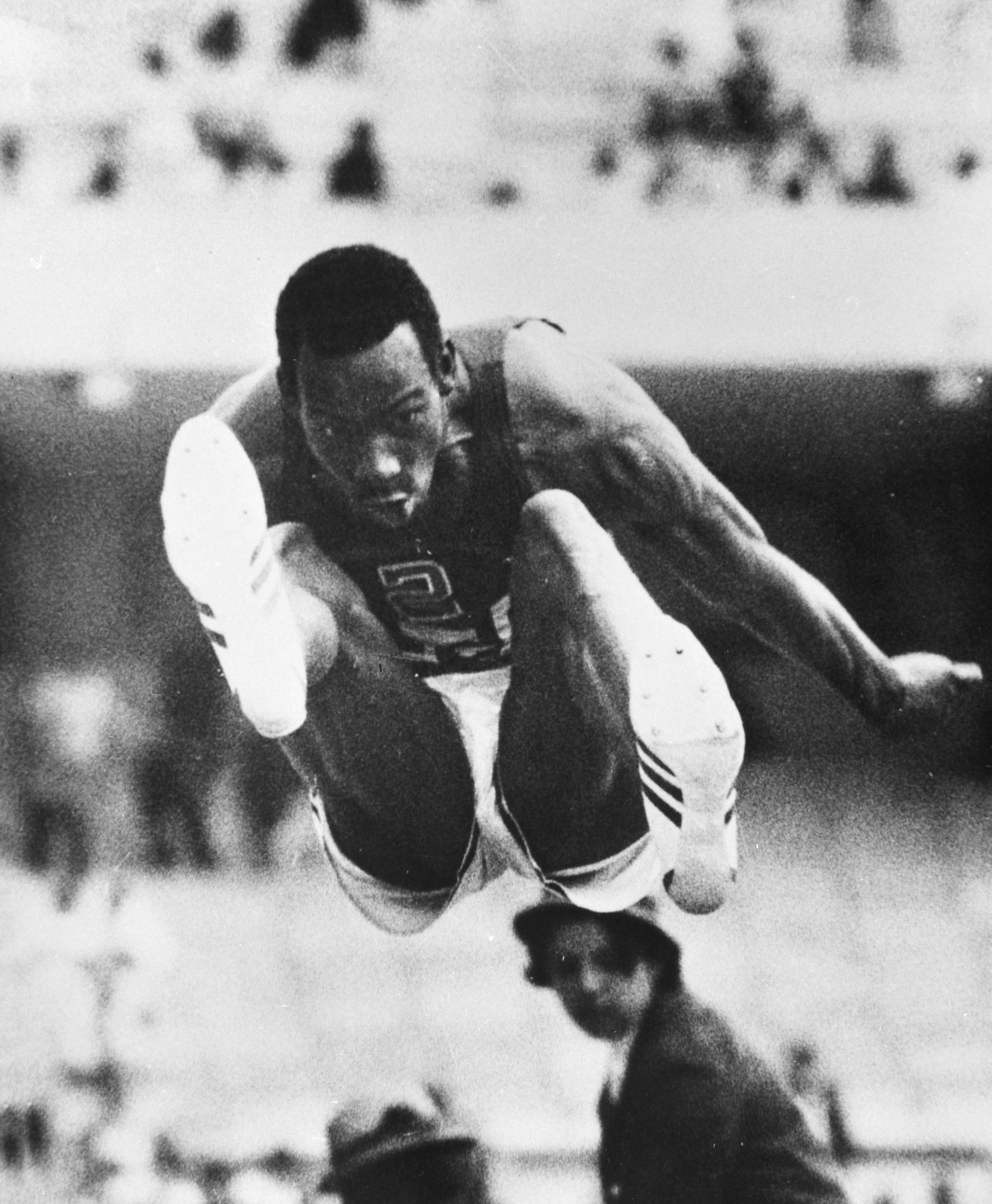
Bob Beamon lors des Jeux olympiques de 1968.

Aux Jeux olympiques de Mexico, Bob Beamon se présente donc parmi les favoris du concours du saut en longueur. Mais à Mexico, il a affaire à forte partie : les trois autres principaux favoris sont le Gallois Lynn Davies, champion olympique et champion d'Europe en titre, ainsi que ceux qui sont sans doute les deux meilleurs sauteurs en longueur des années 1960 : le Soviétique Igor Ter-Ovanessian et l'Américain Ralph Boston. Les deux hommes sont alors codétenteurs du record du monde avec 8,35 m.
À Mexico, Beamon réalise 8,19 m dans les qualifications, Boston est le seul à faire mieux avec 8,27 m.
La finale du saut en longueur dans le stade olympique de Mexico a lieu le 18 octobre 1968, sous la menace d’un temps orageux et après une soirée durant laquelle Bob Beamon avoua par la suite avoir tenté d’oublier dans l’alcool ses soucis personnels et le contexte pesant entourant les athlètes noirs américains après le geste de protestation effectué la veille sur le podium du 200 m par John Carlos et Tommie Smith. Bob Beamon, dossard numéro 254, est le premier finaliste à s’élancer, à 15 h 45, sous les yeux des seize autres concurrents.
Dès le premier essai, après une course d'élan très rapide, il effectue un saut parfait et atterrit au-delà de la zone mesurée habituellement puis comme emporté par son élan il effectue trois petits sauts pieds joints. Sûrs d’une planche parfaite, et donc de l’exploit, les juges de l'IAAF, Adriaan Paulen et Arthur Takac doivent recourir à un mètre à bande métallique, avant d’annoncer le nouveau record du monde : 8,90 m, soit 55 cm de plus que le précédent record. Rarement dans l'histoire de l'athlétisme un record a été battu aussi largement. Ce vol inattendu est immédiatement qualifié de « saut du XXe siècle ». À peine commencé, après le premier bond du premier concurrent, le concours des Jeux de Mexico était déjà terminé, d'autant plus que la pluie se met à tomber, gênant les autres concurrents. Beamon effectue un deuxième saut à 8,04 m puis cesse de concourir. Boston, Ter-Ovanessian et Davies, assommés par la performance de Beamon, sont très décevants : Boston se classe 3e avec 8,16 m, Ter-Ovanessian 4e avec 8,12 m et Davies seulement 9e avec 7,94 m. L'Allemand Klaus Beer en profite pour remporter la médaille d'argent à la surprise générale avec 8,19 m, soit 71 cm derrière le vainqueur, un écart record qui ne semble pas près d'être battu.
Connaissant mal le système métrique, Beamon, exclu des compétitions universitaires peu avant les Jeux pour avoir refusé de courir avec ses partenaires blancs jugés irrespectueux, doit attendre que son coéquipier Ralph Boston lui convertisse la distance en pieds (soit 29 pieds et 2,5 pouces) pour comprendre. Il venait de prendre sa revanche et s’effondra sur la piste, emporté par une émotion incontrôlable et contagieuse. Sa postérité est désormais assurée par la langue anglaise, l’adjectif sportif « beamonesque » y désignant depuis un « exploit tellement supérieur aux précédents qu'il dépasse l'imagination » (CIO).
Les spécialistes annonçaient que la piste synthétique (pour la première fois aux Jeux olympiques), l'altitude, et la teneur en oxygène à Mexico aidant, les records du monde pourraient tomber. Ce fut le cas dans toutes les courses d'athlétisme masculin jusqu’au 400 m, y compris les relais et les haies, ainsi qu'au triple saut où le record du monde est battu plusieurs fois durant le concours. Pour le saut en longueur, étant donné les conditions favorables et le niveau des compétiteurs, le record du monde était d'autant plus menacé. Un nouveau record aux alentours de 8,50 m paraissait envisageable. Mais la performance de Beamon dépassa de loin tout ce qui était imaginé.
Lors du saut de Beamon, le vent a été mesuré favorablement à 2 mètres par seconde, soit exactement la limite maximale autorisée.
Il faut attendre 1991 pour que Mike Powell (8,95 m lors d'un concours face à Carl Lewis pendant les championnats du monde de Tokyo) fasse reculer Beamon dans la liste des détenteurs du record du monde de saut en longueur. Le record de Beamon a tenu 22 ans et 10 mois, soit moins que les 8,13 m de Jesse Owens réalisés en 1935, record qui a tenu 25 ans et 2 mois, avant d'être battu par Ralph Boston en 1960, et moins que le record de Powell qui tient toujours depuis 1991. Aujourd'hui la performance de Beamon est encore record olympique.

### Vie après les Jeux de Mexico

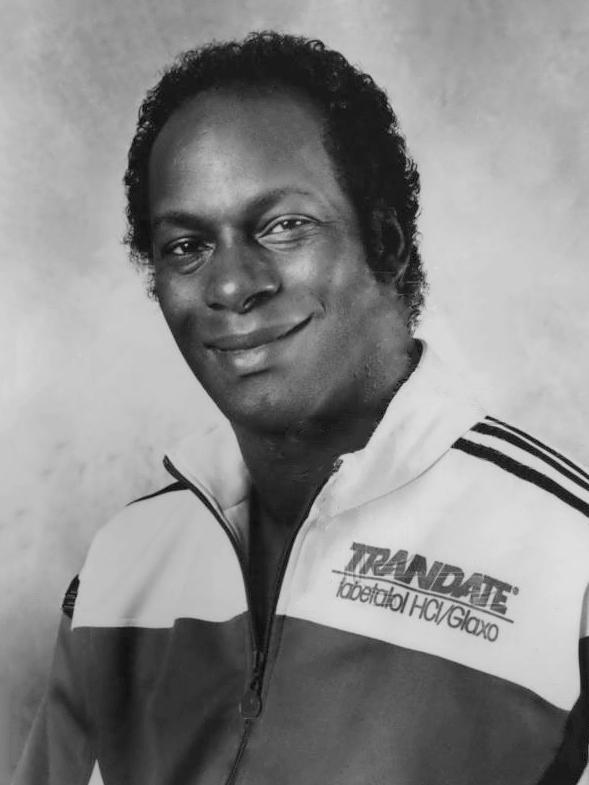
Bob Beamon en 1968.

L'année suivante, Beamon réussit un saut à 8,20 m aux championnats nationaux américains, puis il passe professionnel. Il fait par la suite du golf et ouvre une société de communication pour tirer bénéfice de sa notoriété.
En 1969, il fut sélectionné par les Suns de Phoenix à la Draft de la NBA, mais ne joua jamais professionnellement au basket-ball,.
En 1972, il passe un diplôme de sociologie à l'Université Adelphi.
En juillet 2024, il partage en tant que batteur la scène de l'Olympia avec le trompettiste Ibrahim Maalouf. Le concert s'inscrit dans le cadre de l'Olympiade Culturelle de Paris 2024 visant à créer un pont entre Art et Sport.

## Palmarès
- Médaille d'or du saut en longueur aux Jeux olympiques de 1968 avec 8,90 m
- Médaille d'argent du saut en longueur aux Jeux panaméricains de 1967 avec 8,07 m

## Records
- Record du monde du saut en longueur : 8,90 m en 1968